# Nicolas Lupot

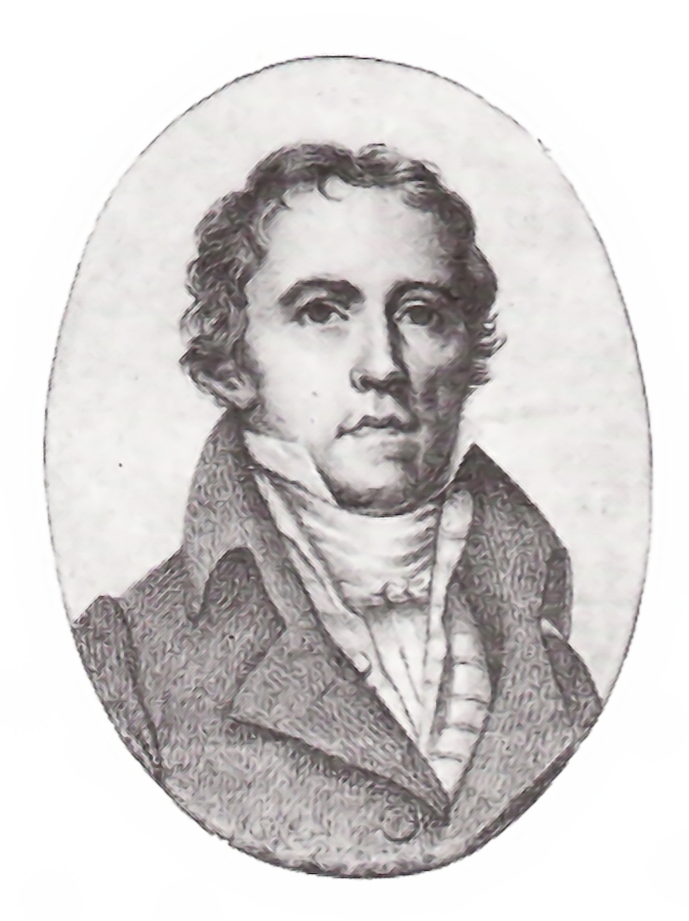
Nicolas Lupot

Nicolas Lupot (* 4. Dezember 1758 in Stuttgart; † 14. August 1824 in Paris) war neben Jean-Baptiste Vuillaume der einflussreichste französische Geigenbauer des 19. Jahrhunderts.
Lupot entstammt einer ursprünglich in Mirecourt ansässigen Geigenbauerfamilie, deren frühestes im Geigenbauerhandwerk nachweisbares Mitglied Jean Lupot (1652–1696) war. Nicolas Vater François Lupot (1725–1805), arbeitete zur Zeit Nicolas’ Geburt in Stuttgart als „Hof-Lauten- und Geigenmacher“. Lupot erlernte den Geigenbau bei seinem Vater und arbeitete bis 1794 in Orléans. Dann ging er nach Paris und arbeitete dort beim Geigenbauer François Louis Pique (1758–1822). Im Jahr 1798 konnte Lupot seine eigene Werkstatt in der rue de Grammont eröffnen, die er 1806 nach der rue Croix-des-Petits-Champs verlegte. 1815 wurde er zum königlichen Hofgeigenmacher ernannt. Lupot schuf ausgezeichnete Nachbildungen von Stradivari-Geigen, er wurde daher von seinen Zeitgenossen als „französischer Stradivari“ bezeichnet. Seine Geigen haben einen weichen, runden Ton und sind als Konzertinstrumente bis heute sehr gefragt.